# Félicien Kabuga
Félicien Kabuga (* 1935 in der Kommune Mukarange, damals Völkerbundsmandat Ruanda-Urundi, heute Ruanda) ist ein ruandischer Geschäftsmann. Er war ein enger Vertrauter des ehemaligen ruandischen Präsidenten Juvénal Habyarimana. Nach Ende dessen Regimes war Kabuga mutmaßlicher Tatbeteiligter am Völkermord in Ruanda im Jahr 1994 und wurde mit mehreren internationalen Haftbefehlen gesucht. Nach jahrelangem Leben unter fingierter Identität wurde er am 16. Mai 2020 in Frankreich verhaftet.

## Biografie

### In Ruanda
Kabuga wurde während der belgischen Mandatsherrschaft geboren. Über seine Jugend und seine geschäftlichen Aktivitäten ist der Öffentlichkeit bisher nicht viel bekannt. Kabuga erwarb als Unternehmer, unter anderem als Besitzer von Teeplantagen im Norden Ruandas, ein großes Vermögen. Obwohl er nicht selbst als Politiker aktiv wurde, erlangte er erheblichen Einfluss aufgrund seiner engen Bekanntschaft mit Juvénal Habyarimana, dem Präsidenten Ruandas, der von 1973 bis 1994 amtierte. Er finanzierte zu großen Teilen dessen Partei, das Mouvement républicain national pour la démocratie et le développement (MRND). Kabuga finanzierte auch die radikale Coalition pour la défense de la République (CDN; Koalition zur Verteidigung der Republik). Anfang der 1990er Jahre geriet das Hutu-Regime von Präsident Habyarimana in Bedrängnis, nachdem die vom benachbarten Uganda aus operierende Tutsi-Rebellenarmee Ruandische Patriotische Front (RPF) gegen ihn vorging und nur mit belgischer, zairischer und französischer Militärhilfe zunächst zurückgeschlagen werden konnte.
Am 6. April 1994 kam Präsident Habyarimana beim Abschuss seines Flugzeuges nahe dem Flughafen Kigali ums Leben. Wer das Flugzeug abgeschossen hatte, konnte nicht abschließend geklärt werden. Das Ereignis bildete den Auftakt zum Völkermord in Ruanda, bei dem aufgestachelte Hutu gegen die Tutsi-Minderheit und auch gemäßigte Hutu vorgingen, die sie beschuldigten, mit der Tutsi-Rebellenarmee zusammenzuarbeiten. Binnen etwa 100 Tagen wurden zwischen 800.000 und 1 Million Menschen ermordet. Kabuga wurde vorgeworfen, dabei eine prominente Rolle gespielt zu haben, indem er militante Hutu-Milizen wie Interahamwe finanziell unterstützte, einfache Waffen (hunderttausende Macheten, Hacken, Messer) in großer Menge im Ausland einkaufte und verteilen ließ, und in seiner Rolle als führender MRND-Funktionär nichts unternahm, um den Gewalttätigkeiten ein Ende zu bereiten. Nachdem UN-Blauhelmsoldaten in Ruanda stationiert worden waren, um dem Morden ein Ende zu bereiten (UNAMIR – United Nations Assistance Mission for Rwanda), entfachte die MRND unter maßgeblicher Mitwirkung von Kabuga eine Kampagne gegen die Beteiligung belgischer Soldaten – Soldaten der ehemaligen Mandatsmacht. Im staatlichen Radio RTLM, für dessen Leitung Kabuga wesentlich verantwortlich war, wurde Hasspropaganda gegen die Tutsi verbreitet. Am 25. April 1994 kam es zu einem Treffen von radikalen Hutu-Führern in der Präfektur Gisenyi, bei der ein „nationaler Verteidigungsfonds“ aufgelegt wurde, mit dessen Hilfe im Ausland Uniformen und Waffen für die Hutu-Miliz Interahamwe gekauft werden sollten. Zeichnungsbevollmächtigter wurde Kabuga. Dabei sollen auch Listen unliebsamer Tutsi und Hutu erstellt und an die Interahamwe weitergegeben worden sein. Als sich die militärische Lage immer ungünstiger gestaltete und sich ein Sieg der RPF-Rebellenarmee abzeichnete, setzte sich Kabuga im Juni 1994 ins Ausland ab.

### Im Exil
Kabuga reiste im Juni 1994 zunächst in die Schweiz ein, wurde dort aber am 14. August 1994 ausgewiesen (hob aber mutmaßlich vorher noch große Geldsummen ab) und ließ sich auch die Kosten der Flugtickets in Höhe von 21 302 Schweizer Franken zur Ausreise seiner neunköpfigen Familie von den Schweizer Behörden bezahlen. Er flog danach nach Kinshasa (damals Zaire, heute Demokratische Republik Kongo). Später nahm er einen Wohnsitz in Nairobi (Kenia), wo er wohl aufgrund von Bestechung Schutz höherer politischer Kreise aus dem Umfeld des kenianischen Präsidenten Daniel arap Moi genoss. Seit dem 26. November 1997 galt er offiziell als flüchtig, mit unbekanntem Aufenthaltsort. Versuche, ihn zu orten und zu verhaften, schlugen fehl. 1998 wurde er bei einer Polizeirazzia in einem angeblich von ihm bewohnten Haus in Nairobi nicht angetroffen. Im Jahr 2003 wurde ein Polizeiinformant, der sich in Nairobi mit Kabuga hatte treffen wollen, ermordet. In der Folgezeit verlor sich seine Spur, jedoch wurde er zumindest noch einige Jahre weiter in Kenia vermutet, was die kenianischen Behörden bestritten.
Am 22. August 1998 klagte der 1994 eingerichtete Internationale Strafgerichtshof für Ruanda (ICTR) Félicien Kabuga in Abwesenheit an. Die Anklagepunkte lauteten Völkermord, Beihilfe zum Völkermord, Anstachelung und Verschwörung zum Völkermord u. a. m. Seit 2001 wurde Kabuga via Interpol gesucht.
Das US-Außenministerium ließ Kabuga per internationalem Haftbefehl suchen und versprach eine Belohnung von bis zu 5 Millionen US-Dollar für Hinweise, die zu seiner Ergreifung führten. Am 14. April 2011 ließ der Internationale Residualmechanismus für die Ad-hoc-Strafgerichtshöfe (MICT), die UN-Nachfolgeorganisation des mittlerweile wieder aufgelösten ICTR, Kabuga zur internationalen Fahndung ausschreiben.

### Verhaftung und Prozess
Am 16. Mai 2020 wurde Félicien Kabuga in einer Wohnung in Asnières-sur-Seine nahe Paris durch die französische Polizei verhaftet. Er hatte dort jahrelang unter falschem Namen gelebt. In einer Pressemitteilung dankte der Chef-Strafverfolger des MICT, Serge Brammertz, den französischen Behörden und erklärte, dass die Festnahme durch koordinierte Ermittlungsarbeit der Behörden von Ruanda, Belgien, dem Vereinigten Königreich, Deutschland, den Niederlanden, Österreich, Luxemburg, der Schweiz, den Vereinigten Staaten, Europol und Interpol möglich geworden sei.
Am 26. Oktober 2020 wurde Kabuga von Frankreich nach den Haag überstellt. Bei seiner ersten Anhörung vor dem MICT-Gericht am 11. November 2020 ließ er sich durch seinen Anwalt für „nicht schuldig“ erklären. Am 28. September 2022 begann die Gerichtsverhandlung.
Am 10. März 2023 wurde der Prozess wegen Zweifeln an Kabugas Verhandlungsfähigkeit unterbrochen. Die anschließenden medizinischen Untersuchungen bestätigten diese, was zur Einstellung des Prozesses im Juni 2023 führte. Das Gericht entschied sich anstelle des Strafprozesses für einen Ersatzprozess mit dem Ziel der Wahrheitsfindung ohne Verurteilungsmöglichkeit.